# Ian Kelly (auteur-compositeur-interprète)
 (octobre 2023).
L'article doit être relu — et modifié si nécessaire — par des contributeurs indépendants pour apporter un regard critique aux contributions effectuées en violation des conditions d'utilisation de Wikipédia, tant sur la forme (notamment concernant le style encyclopédique, la proportionnalité) que sur le fond (la neutralité de point de vue, la qualité et l'indépendance des sources).
 (septembre 2018).
Pour les articles homonymes, voir Ian Kelly et Kelly.
Ian Kelly (né Ian Couture-Kelly, le 30 mars 1979 à Montréal, Québec) est un auteur-compositeur-interprète canadien.

## Biographie
Né d’une mère anglophone et d’un père francophone, il est bilingue et chante dans les deux langues. 
Basé à Montréal, il lance quatre albums, dont le premier, Ian Kelly’s insecurity en 2005, est auto-produit. Son deuxième album, Speak your Mind, paraît sur l’étiquette de disque Audiogram, et se vend à plus de 45 000 exemplaires au Canada depuis sa sortie, le 2 septembre 2008. Il est même certifié OR par le CRIA en Mars 2011. Puis, en mai 2011, Ian Kelly lance son troisième opus intitulé Diamonds & Plastic, qui se classe no. 8 au Canada et no. 3 au Québec. L’album en est déjà à plus de 15 000 copies vendues. La tournée de 2011 et 2012, suivant la parution de Diamonds & Plastic, permet à l’artiste de faire plus de 75 représentations dans de nombreux festivals au Canada, en Belgique et en France. En novembre 2015, il lance son quatrième album, All these Lines, qui lui permet de se hisser au rang du top 10 de iTunes.
Ian Kelly est en nomination à deux reprises au Gala de l’ADISQ, en 2009, dans les catégories Artiste s’étant illustré dans une autre langue que le français et Album anglophone de l’année. Et la même chose se produit en 2012 et à nouveau, en 2014.

### Vie privée
Installé depuis le début du siècle à Morin-Heights, au nord de Montréal, il est père de 4 enfants,,.

## Discographie
- 2005 : Insecurity [7]
- 2008 : Speak your mind (certifié OR par la CRIA, mars 2011)[8]
- 2011 : Diamonds & Plastic[9]
- 2013 : All these lines[10]
- 2014 : Christmas Day[11]
- 2015 : Ian Kelly Live / All These Lines Tour[12]
- 2016 : Superfolk[13]
- 2017 : Innocent (Musique originale du film)[14]
- 2019 : Long Story Short[15]
- 2020 : Sous la glace[16]
- 2020 : L'amour est toujours là (single)[17]

## Prix et distinctions
- Nominations au gala de l'ADISQ : 
  - Meilleur album anglophone
  - Artiste s'étant illustré dans une autre langue que le français (2009) (2012) (2014).
- Prix Rideau / LOJIQ, meilleure vitrine (2010)
- Speak your Mind, certification OR, CRIA (2011)